# Dionýz Blaškovič
Dionýz Blaškovič, též Dionýz Blažkovič (2. srpna 1913 Jablonica – 17. listopadu 1998 Bratislava), byl slovenský a československý vědec, lékař a bakteriolog, politik Komunistické strany Slovenska a poúnorový poslanec Národního shromáždění ČSR.

## Biografie
V roce 1944 se účastnil Slovenského národního povstání, během kterého zřídil v Banské Bystrici diagnostickou hygienickou stanici. Byl mu udělen Řád Slovenského národního povstání 2. třídy. Působil jako vědec, lékař se zaměřením na bakteriologii a virologii. Vyučoval na Univerzitě Komenského v Bratislavě. Byl členem Československé akademie věd (od roku 1952) a Slovenské akademie věd (od roku 1953). V letech 1953–1977 byl ředitelem Virologického ústavu Československé akademie věd a v letech 1961–1965 byl zároveň předsedou SAV. Publikoval četné odborné studie.

Ve volbách roku 1954 byl zvolen do Národního shromáždění za KSČ ve volebním obvodu Bratislava IV. V parlamentu setrval až do konce funkčního období, tedy do voleb roku 1960. V letech 1962–1965 se uvádí jako člen Ústředního výboru Komunistické strany Slovenska.

## Dílo
- Kolobeh vírusov, 1963
- Základy lekárskej virológie, učebnice, 1978